# Bolbohamatum phallosum
Bolbohamatum phallosum är en skalbaggsart som beskrevs av Jan Krikken 1980. Bolbohamatum phallosum ingår i släktet Bolbohamatum och familjen Bolboceratidae. Inga underarter finns listade.